# Soon Over Babaluma
《Soon Over Babaluma》는 독일의 익스페리멘털 록 밴드 캔의 다섯 번째 스튜디오 음반이다. 이 음반은 1973년 다모 스즈키가 떠난 후 밴드의 첫 번째 음반이다. 보컬은 기타리스트 미하엘 카롤리와 키보디스트 이르민 슈미트가 제공한다. 이 음반은 또한 두 트랙의 테이프 레코더를 사용하여 만들어진 그들의 마지막 음반이다.
《Future Days》의 주변 스타일을 취하고 〈Quantum Physics〉에서와 같이 때때로 더 멀리 밀어 넣지만, 〈Chain Reaction〉과 〈Dizzy Dizzy〉와 같은 일부 낙관적인 트랙도 있다.

## 반응
| 전문가 평가                   | 전문가 평가 |
| 평가 점수                     | 평가 점수   |
| 출처                          | 점수        |
| ----------------------------- | ----------- |
| AllMusic                      | [ 1 ]       |
| Encyclopedia of Popular Music | [ 2 ]       |
| The Great Rock Discography    | 6/10        |
| Pitchfork                     | 8.9/10      |
| The Rolling Stone Album Guide | [ 5 ]       |
| Spin Alternative Record Guide | 10/10       |
| Tom Hull                      | B           |
| The Village Voice             | B−          |

미국의 음악가 도미니크 레오네는 《피치포크》를 위해 《Soon Over Babaluma》를 리뷰하면서, "믿을 수 없을 정도로 영감을 받은 마라톤 세션 동안 밴드가 이 모든 것들을 한 번에 녹음한 것처럼 모든 것이 얼마나 명확하게 들렸는지에 대해 끊임없이 놀랐습니다. 캔의 위대한 점 중 하나는 세부 사항에 대한 관심과 노래 과정 중의 각 작은 순간의 효과가 전체 곡의 운동량에 영향을 미칠 수 있다는 것을 깨닫는 것이었습니다. 이 음반들이 캔의 마지막 큰 숨소리를 나타낸다고 생각하는 것이 슬프더라도, 이 음반들의 어떤 순간도 이보다 더 잘 들린 적은 없습니다."
올뮤직에 대한 리뷰에서 미국의 음악 저널리스트 네드 라겟은 "스즈키가 떠났기 때문에 보컬 책임은 이제 카롤리와 슈미트 사이에서 나누어졌습니다. 현명하게도 무니나 스즈키를 복제하려고 하지 않고, 대신 그들만의 저자세 방식을 목표로 합니다."라고 말하며, 음반에 별 다섯 개 중 네 개를 부여했다.

## 곡 목록
모든 곡들은 특별한 언급이 없는 한 홀거 추카이, 미하엘 카롤리, 야키 리베차이트 그리고 이르민 슈미트에 의해 작사/작곡하였다.
| #  | 제목                  | 작사        | 작곡                                          | 재생 시간 |
| -- | --------------------- | ----------- | --------------------------------------------- | --------- |
| 1. | 〈Dizzy Dizzy〉       | 던컨 폴로웰 | 추카이, 울리 아이히베르거, 리베차이트, 슈미트 | 5:40      |
| 2. | 〈Come sta, La Luna〉 |             |                                               | 5:42      |
| 3. | 〈Splash〉            |             |                                               | 7:45      |

| #  | 제목                | 재생 시간 |
| -- | ------------------- | --------- |
| 4. | 〈Chain Reaction〉  | 11:09     |
| 5. | 〈Quantum Physics〉 | 8:31      |